# Apollon Barret
Apollon Marie-Rose Barret (1804–1879) va néixer a França i va ser un destacat professor d'oboè de la Royal Academy of Music de Londres, així com un dels oboistes més importants del romanticisme.
És conegut pel seu Mètode d'Oboè Complet que des de llavors és utilitzat per molts professors d'oboè, però també va fer contribucions menys conegudes tot i que no menys importants en el camp de les innovacions mecàniques de l'oboè, com ara la clau d'octava, que permet fer les notes agudes sense necessitat de bufar gaire més.
Va ser un alumne de Vogot al Conservatori de París i va passar la major part de la seva vida interpretant òpera a Londres. De fet, durant 45 anys va ser el primer oboè de la Royal Opera de Covent Garden (Londres).